# Martina Schweinsburg

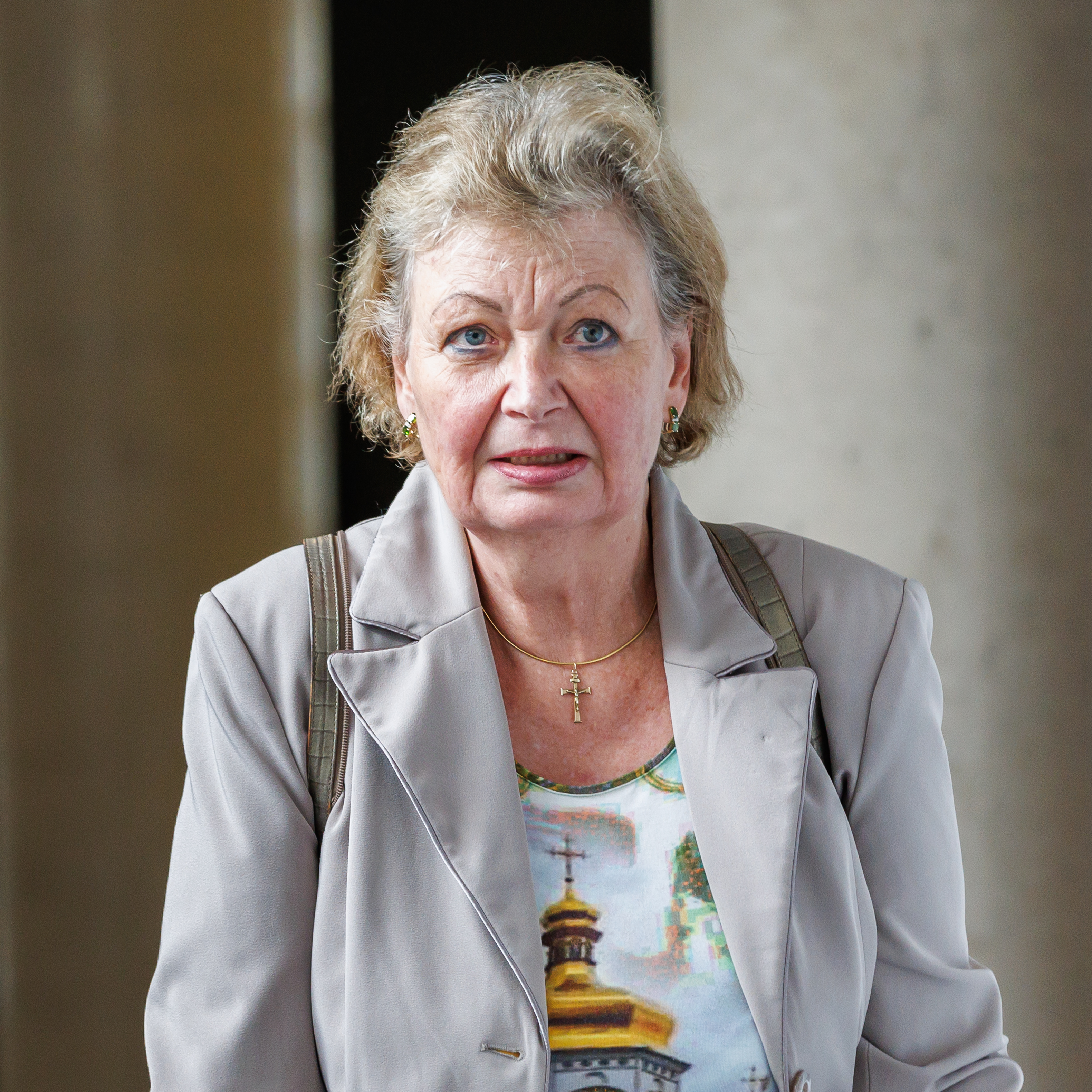
Martina Schweinsburg

Martina Schweinsburg (* 22. Dezember 1958 in Gera) ist eine deutsche Politikerin (CDU). Sie war von 1994 bis 2024 Landrätin des Landkreises Greiz und wurde bei der Landtagswahl in Thüringen 2024 per Direktmandat in den Thüringer Landtag gewählt.

## Leben
Schweinsburg besuchte von 1965 bis 1975 in Gera die 4. Polytechnische Oberschule. Anschließend absolvierte sie eine zweijährige Lehre zur Zootierpflegerin im Zoo Leipzig, bevor sie ab 1983 an der Ingenieurschule für Veterinärmedizin in Beichlingen mit dem Abschluss als Veterinäringenieur studierte. Dieses Studium schloss sie 1986 erfolgreich ab.
Schweinsburg wohnt in Auma-Weidatal.

## Politisches Engagement
1990 trat sie in die CDU ein und wurde erste frei gewählte Landrätin des Kreises Zeulenroda (Thüringen). 1994 wurde sie Landrätin des neu gebildeten Landkreises Greiz. Von 1998 bis 2000 war Schweinsburg Mitglied des Landesvorstands der CDU Thüringen. 2000, 2006, 2012 und 2018 wurde sie als Landrätin des Landkreises Greiz wiedergewählt; bei ihrem Ausscheiden war sie die dienstälteste Landrätin im Freistaat Thüringen. Martina Schweinsburg war seit Mai 2010 für 12 Jahre lang Vorsitzende der CDU im Landkreis Greiz. 2022 gab sie den Posten an Ulli Schäfer ab. Seitdem ist sie weiterhin als stellvertretende Kreisvorsitzende Mitglied im Kreisvorstand.
Seit Juli 2012 ist Martina Schweinsburg Präsidentin des Thüringer Landkreistags. In dieser Funktion übte sie wiederholt heftige Kritik an der Landesregierung und deren Plänen zu einer Kreisreform in Thüringen. So verglich sie etwa das Gutachten einer Expertenkommission zur Verwaltungsreform mit dem Gebaren europäischer Kolonialmächte: „So etwas ähnliches haben die Kolonialmächte nach dem Ersten Weltkrieg in Nordafrika und dem vorderen Orient gemacht, weil die auch der Meinung waren, die Einheimischen sind zu deppert, um das selber zu können. Und die Konflikte aus dieser Zeit haben wir noch heute.“
Am 9. Juni 2023 auf einem Kreisparteitag der CDU im Landkreis Greiz hatte sich Schweinsburg für Ulli Schäfer als ihren Wunschnachfolger ausgesprochen. Dieser wurde am 9. Juni 2024 in einer Stichwahl bei der Landratswahl 2024 zu ihrem Nachfolger gewählt. Schweinsburg selbst durfte wegen ihres Alters nicht noch einmal als Landrätin kandidieren. Bei den Kommunalwahlen in Thüringen wurde sie allerdings in den Greizer Kreistag sowie dem Stadtrat ihrer Heimatstadt Auma-Weidatal gewählt. Um diese Mandate annehmen zu können, ließ sie sich bereits zum 6. Juni beurlauben.
Im September 2024 wurde sie als erste Person als „Botschafter des Landkreises Greiz“ gewürdigt.
Bei der Landtagswahl in Thüringen 2024 gewann Schweinsburg das Direktmandat im Wahlkreis Greiz I mit 46,7 Prozent der Erststimmen.

## Korruptionsvorwürfe Nahverkehr
Anonyme Anzeigen führten ab 2013 zu Ermittlungen gegen die Geschäftsführer der Nahverkehrsunternehmen RVG Regionalverkehr Gera/Land und PVG Weimarer Land. Ab 2016 wurde auch gegen Martina Schweinsburg wegen möglicher Untreue ermittelt. Sie steht dem Aufsichtsrat der RVG Gera/Land vor. Landeskriminalamt (LKA) und Staatsanwaltschaft durchsuchten am 5. Juli 2016 ihr Privathaus und das Landratsamt Greiz. Ein bereits inhaftierter Tatverdächtiger warf Schweinsburg vor, sie habe sich zu Reisen einladen lassen; unter anderem sei es um eine mehrtägige Reise in die Türkei gegangen. Nach 20 Monaten stellten die Ermittler die Untersuchungen gegen Schweinsburg drei Wochen vor der Landratswahl mangels Beweisen ein. Gegen die übrigen Beschuldigten wurden Bewährungsstrafen verhängt.

## Positionen

### Position zur AfD
In der Regierungskrise in Thüringen 2020 sagte Schweinsburg, es sei „völlig illusorisch, über 20 Prozent der Bevölkerung zu ignorieren“. Sie ergänzte: „Die seit 2019 auch im Kreistag Greiz vertretene AfD, das jetzige 'Schmuddelkind', hat sich zu einer sachlichen und pragmatischen Zusammenarbeit entschieden.“ Schweinsburg sprach sich damit für eine nach ihrer Meinung „von den jeweiligen Personen […] und nicht von den Parteien“ abhängige „vernünftige Zusammenarbeit“ aus, wobei sie AfD-Mitglieder explizit einschloss. Damit schloss sie sich gemeinsam mit anderen CDU-Mitgliedern einem Appell zu Gesprächen mit der AfD an, gegen den sich große Kritik regte.
Nach der Landtagswahl in Thüringen 2024 forderte sie als erste CDU-Politikerin, dass ihre Partei neben der Linken aus „Respekt vor dem Wähler“ auch mit der AfD Sondierungsgespräche führen solle. Sie glaube, die AfD lasse sich in ernsthaften Gesprächen „entzaubern“.

### Position während der COVID-19-Pandemie
Anfang April 2020 forderte Schweinsburg von der Thüringer Landesregierung (Kabinett Ramelow II) einen Plan für eine Rückkehr zur Normalität in Wirtschaft und Gesellschaft nach der Corona-Krise in Deutschland und in Thüringen.
Im Zuge der COVID-19-Pandemie einigten sich am 6. Mai 2020 die Ministerpräsidenten der Bundesländer mit Kanzlerin Merkel darauf, einen Notfall-Plan für den Fall einzuleiten, dass mehr als 50 Neuinfektionen innerhalb von 7 Tagen bei 100.000 Einwohnern auftreten. Der Landkreis Greiz war in der Pandemie ein Hotspot und wies am 7. Mai 2020 mit etwa 85 Fällen pro 100.000 Einwohner einen weit über der vereinbarten Marke liegenden Wert auf; es war damals der in Deutschland am stärksten betroffene Kreis. Daher wurde Anfang Mai 2020 im Auftrag des Landes Thüringen ein Test an 855 Menschen in Greiz und Ronneburg durchgeführt. Diese Testungen kritisierte Schweinsburg scharf; sie sagte, sie habe nicht das geringste Verständnis für die „überfallartige Nacht-und-Nebel-Aktion“. Sie wandte sich gegen eine Quarantäne des gesamten Landkreises und gegen weitergehende Verschärfungen der bestehenden Regelungen und sprach sich für Lockerungen aus. Sie erklärte: „Einerseits ist es wichtig, die weitere Ausbreitung des Virus zu verhindern, andererseits können wir unserer Wirtschaft, unserer Gastronomie keine weiteren Blockaden aufbürden.“
Im ersten Quartal 2021 stiegen die Zahlen im Landkreis Greiz erneut rapide an, am 17. März 2021 betrug die 7-Tage Inzidenz 525,7 (512 Fälle auf 100.000 Einwohner). Schweinsburg führte dies auf eine nach ihren Aussagen umfangreich veranlasste Testung im Landkreis zurück und forderte von Ministerpräsident Bodo Ramelow 8.000 Schnelltests für Schulen pro Woche sowie eine bevorzugte Belieferung mit Impfstoff. Forderungen seitens der Landesregierung, strengere Maßnahmen zu ergreifen, kam sie zunächst nicht nach. Erst nach Drohungen mit dienstrechtlichen Konsequenzen erließ der Landkreis die entsprechende Verfügung, zu der er nach Schweinsburgs Worten „genötigt“ worden sei.

### Position zu Flüchtlingen 2022
Im Juli 2022, fünf Monate nach dem Beginn des russischen Überfalls auf die Ukraine, schickte sie als Präsidentin des Thüringischen Landkreistags einen Brief an den thüringischen Ministerpräsidenten Ramelow, in dem sie angesichts des Zustroms ukrainischer Flüchtlinge mit drastischen Worten vor einem Kollaps warnt. Sie berichtet von eingereisten Roma-Großfamilien aus einigen Grenzorten der Ukraine zu Ungarn und Rumänien, die kein Ukrainisch sprechen. Im November 2023 führte der Landkreis Greiz als erster in Deutschland die Bezahlkarte für Asylbewerberleistungen ein.

## Werke
- mit Detlef Klass: Thüringisches Grundschulkonzept. In: Der Landkreis. Zeitschrift für kommunale Selbstverwaltung. ISSN 0342-2259, Bd. 78 (2008), Heft 2, S. 79–80.